# كارلو أكينو
كارلو أكينو هو ممثل فلبيني، ولد في 3 سبتمبر 1985 بكيزون في الفلبين.

## وصلات خارجية
- كارلو أكينو على موقع IMDb (الإنجليزية)
- كارلو أكينو على موقع ألو سيني (الفرنسية)
- كارلو أكينو على موقع ميوزك برينز (الإنجليزية)
- كارلو أكينو على موقع أول موفي (الإنجليزية)
- كارلو أكينو على موقع قاعدة بيانات الفيلم (الإنجليزية)
- كارلو أكينو على موقع كينوبويسك (الروسية)